# Stand by U
《Stand by U》是韩国男子团体東方神起在日本发行的第28张单曲。于2009年7月1日由avex trax公司下属厂牌rhythm zone发行。

## 解説
这首单曲距上张单曲《Share The World/We Are!》发行相隔约3个月，是组合2009年第4张单曲。
单曲分为「CD+DVD」「只CD」两种版本发行，前者有收录主打歌《Stand by U》分别由组合成员和演员田中圭与入山法子出演的两个版本的MV与各MV的拍摄过程（只在初回限定盘中收录），后者则收录有作为附赠音轨收录的的第七张单曲《Sky》和《Stand by U》的混音版本。初回限定版本封入特典是封面大小的卡片（6种中随机封入1种），“只CD”版本有12页豪华手册同捆封入。
《Stand by U》被用作了第一興商公司“DAM★全曲下载”（DAM★うたフル）的电视广告曲，同时也被用作成宫宽贵主演的Bee TV电视剧《Sweet Room》的主题歌。B面曲《Tea for Two》被用作了读卖电视台・日本电视台节目《新闻直播 宮根之家》的片尾曲。
单曲获得了“第51届日本唱片大奖”的优秀作品奖。组合也在《第60回NHK红白歌合战》上演唱了这首歌。

## 收录歌曲

### CD
1. 《Stand by U》 (5:56)
  - 作詞：井上慎二郎（日语：井上慎二郎）、作曲：UTA, REO、編曲：UTA
  - 第一興商公司（日语：第一興商）“DAM★全曲下载”（DAM★うたフル）电视广告曲
  - Bee TV（日语：Bee TV）电视剧《Sweet Room》主题歌
2. 《Tea for Two》 (4:41)
  - 作詞：H.U.B.、作曲：藤谷一郎、編曲：土肥真生
  - 读卖电视台・日本电视台节目《新闻直播 宮根之家（日语：情報ライブ ミヤネ屋）》片尾曲
3. 《Sky》 (Bonus Track) (5:13)
  - 作詞：H.U.B、作曲・編曲：h-wonder（日语：h-wonder）
  - 组合第7张单曲，作为附赠音轨再次收录。
4. 《Stand by U》 〜Luv Behind The MLD mix〜 (6:13)
5. 《Stand by U》 (Less Vocal) (5:56)
6. 《Tea for Two》 (Less Vocal) (4:39)

### CD+DVD
CD
1. 《Stand by U》
2. 《Tea for Two》
3. 《Sky》 (Bonus Track)
4. 《Stand by U》 (Less Vocal)
5. 《Tea for Two》 (Less Vocal)

DVD
1. 《Stand by U》 (Video Clip)
  - 导演为須永秀明（日语：須永秀明）
2. 《Stand by U》Off Shot Movie （只初回限定盤有收录）